# Ranoidea cavernicola
A Ranoidea cavernicola a kétéltűek (Amphibia) osztályának békák (Anura) rendjébe, a Pelodryadidae családba, azon belül a Pelodryadinae alcsaládba tartozó faj.

## Előfordulása
A faj Ausztrália endemikus faja. Természetes élőhelye a szubtrópusi vagy trópusi száraz bozótosok, szubtrópusi vagy trópusi száraz rétek, folyók, sziklás területek, karsztvidékek, barlangok.